# Schizophyllaceae
Famille
Les Schizophyllaceae sont une famille de champignons basidiomycètes de l’ordre des Agaricales.

## Description

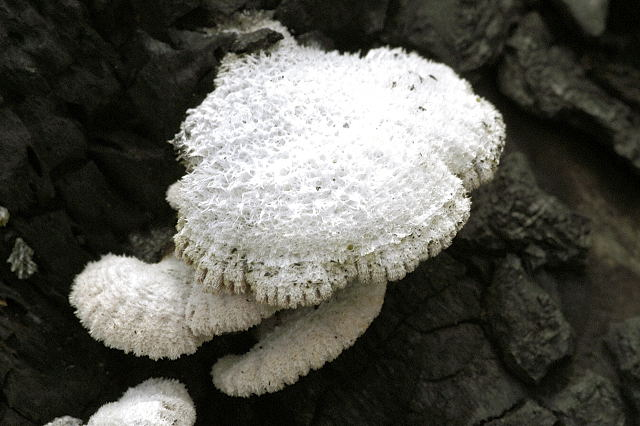
Macrophotographie d'un sporophore

## Liste des genres
Selon BioLib (9 février 2022) :
- genre Auriculariopsis Maire
- genre Cytidiella Pouzar
- genre Schizophyllum Fr.

Selon NCBI (9 février 2022) :
- genre Auriculariopsis
- genre Chondrostereum
- genre Gloeostereum
- genre Henningsomyces
- genre Schizophyllum

N.B. Il existe aussi un ancien genre de myriapodes appelé Schizophyllum Verhoeff, 1895 (famille des Julidae, les iules).